# Яковлев, Михаил Саввич

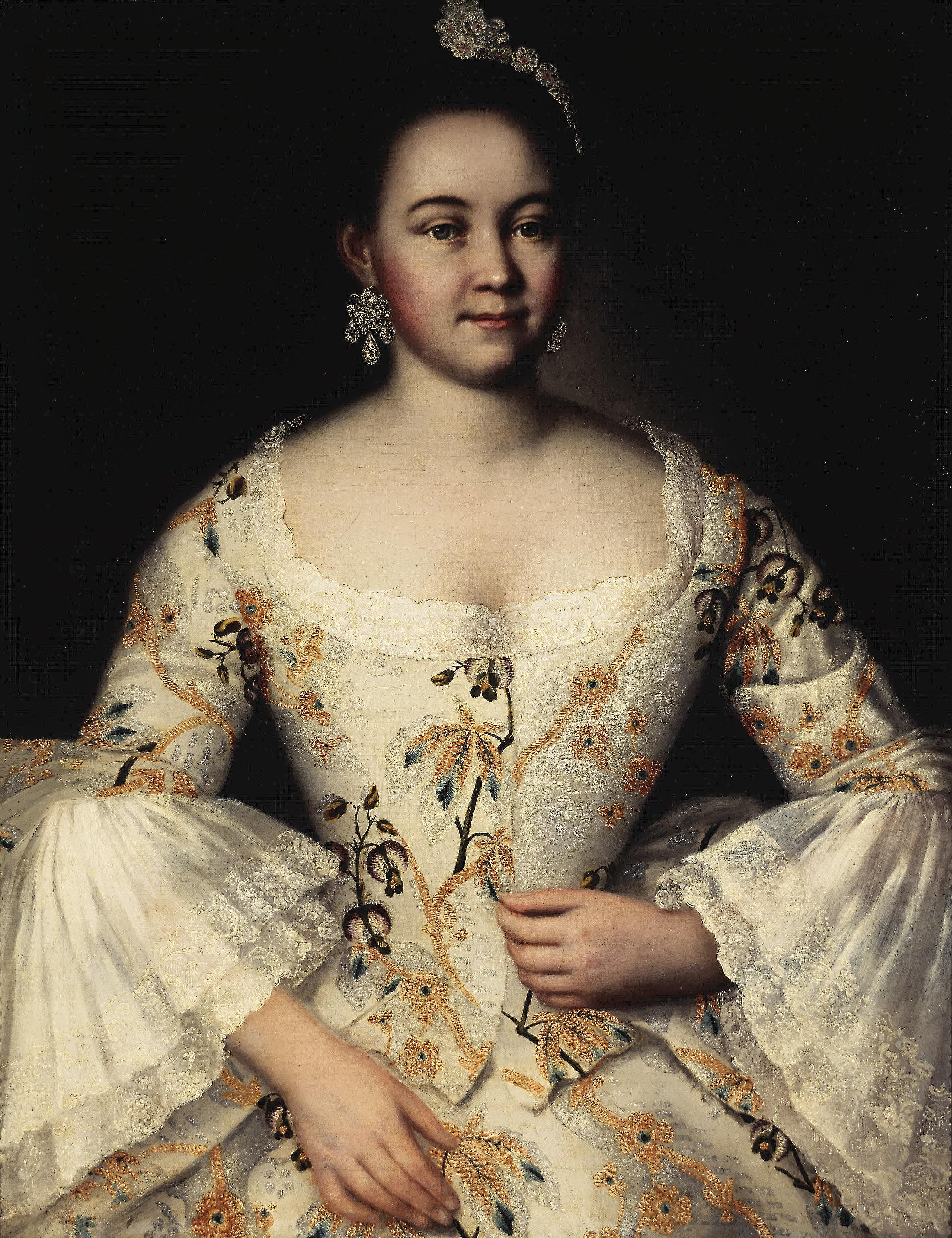
Степанида Степановна Яковлева (1738—1781)

Михаил Саввич Яковлев (1 [12] ноября 1742 — 21 марта [1 апреля] 1781) — российский предприниматель, горнозаводчик, титулярный советник, старший сын и наследник С. Я. Яковлева. Генерал-поручик, член военной коллегии.

## Биография
Старший сын С. Я. Яковлева и М. И. Яковлевой. Родился 1 (12) ноября 1742 года.
В 1756 году женился на Степаниде Степановне, урождённой Зиминой. Супруги прожили вместе двадцать четыре года, имели восемь детей.
Михаил Саввич был главными доверенным лицом отца, представляя его интересы в управлении уральскими горными заводами. Он был уполномочен подписывать от имени отца важнейшие документы, в частности взаимодействовал с Берг-коллегией по вопросам приобретения заводов. Также был представителем отца по торговым операциям, осуществлявшимся через Санкт-Петербургский порт. Был совладельцем Ярославской полотняной мануфактурой.
В 1768—1769 годах Михаил Саввич был кредитором А. С. Строганова, заложившего ему Троице-Саткинский завод.
Скончался раньше отца, 21 марта 1781 года, на 1 неделю пережив супругу. Похоронен в Александро-Невской лавре. Наследство Михаила Саввича было разделено между его детьми. Шесть его сыновей после многочисленных споров и тяжб между наследниками Саввы Яковлева в итоге получили Большую Ярославскую мануфактуру, Крапивинскую, Рыбинскую и Бородинскую фабрики с 2691 душой крестьян, лавки в Гостином дворе Санкт-Петербурга, а также недвижимость в Москве и Казани и движимое имущество на общую сумму более 1,2 млн рублей.

## Семья
- Жена Степанида Степановна, урождённая Зимина (1738—1781)[10].
- Дети: Николай (1761—1813, надворный советник), Иван (1763—1831, статский советник), Михаил (1764—1838, надворный советник), Григорий (?—1838), Савва (?—?, надворный советник), Сергей (1767—1792), Мария, Анна[10].